# George S. Clinton
Pour les articles homonymes, voir George Clinton.
George S. Clinton est un compositeur et acteur américain né le 17 juin 1947 à Chattanooga, Tennessee (États-Unis).

## Biographie
George S. Clinton (né le 17 juin 1947) est un compositeur américain, auteur-compositeur, arrangeur et musicien de session.
Clinton est né à Chattanooga, dans le Tennessee. Sa carrière musicale a commencé à Nashville et il obtient des diplômes en musique et en théâtre à la Middle Tennessee State University. Après ses études, Clinton  déménage à Los Angeles et devient rédacteur pour Warner Brothers Music, tout en organisant et en effectuant les travaux des sessions. Plus tard, il enregistre quatre albums pour MCA Records, Elektra, ABC, et Arista Records.
Remarqué par la critique, George Clinton Band attire l'attention d'un producteur de cinéma qui donne à George l'occasion d'écrire musique de son premier film,  Still Smokin', et plus tard, Cheech & Chong's The Corsican Brothers.
Les musiques de film les plus reconnaissables de Clinton sont probablement Austin Powers, et les films d'arts martiaux Mortal Kombat. En 2002, il est nommé aux Grammy Awards, et en 2007 aux Emmy Awards. Il obtient huit BMI Film Music Awards. 
Clinton a également écrit plusieurs œuvres de concert et trois comédies musicales. Il sert en tant que conseiller au Sundance Institute.

## Filmographie

### comme compositeur

#### Cinéma

##### Longs métrages
- 1970 : Multiple Maniacs de John Waters

###### Années 1980
- 1980 : Pray TV de Rick Friedberg
- 1983 : Still Smokin de Tommy Chong
- 1984 : Cheech & Chong's The Corsican Brothers de Tommy Chong
- 1985 : De sang-froid (The Boys Next Door) de Penelope Spheeris
- 1986 : Attention privés ! (Detective School Dropouts) de Filippo Ottoni
- 1986 : American Warrior 2 : Le Chasseur (Avenging Force) de Sam Firstenberg
- 1987 : Wild Thing de Max Reid
- 1987 : Le Ninja blanc (American Ninja 2: The Confrontation) de Sam Firstenberg
- 1987 : Too Much de Éric Rochat
- 1988 : Platoon Leader de Aaron Norris
- 1989 : American Ninja 3 : Blood Hunt de Cedric Sundstrom
- 1989 : La Maison des Usher (The House of Usher) de Alan Birkinshaw
- 1989 : Ten Little Indians de Alan Birkinshaw

###### Années 1990
- 1991 : Le Mari de ma femme (en) (Hard Promises) de Martin Davidson
- 1992 : Wild Orchid II: Two Shades of Blue de Zalman King
- 1992 : Chéri... Fais moi un petit ! (Almost Pregnant) (vidéo) de Michael DeLuise
- 1993 : Paper Hearts de Rod McCall
- 1994 : Mother's Boys de Yves Simoneau
- 1994 : Hellbound de Aaron Norris
- 1994 : Brainscan de John Flynn
- 1995 : Chien d'élite (Top Dog) de Aaron Norris
- 1995 : Delta of Venus de Zalman King
- 1995 : Mortal Kombat de Paul W.S. Anderson
- 1995 : The Viking Sagas de Michael Chapman
- 1996 : Les derniers jours de Frankie la Mouche de Peter Markle
- 1997 : Le Ninja de Beverly Hills (Beverly Hills Ninja) de Dennis Dugan
- 1997 : Austin Powers (Austin Powers: International Man of Mystery) de Jay Roach
- 1997 : Trojan War de George Huang
- 1997 : Mortal Kombat : Destruction finale (Mortal Kombat: Annihilation) de John R. Leonetti
- 1998 : Sexcrimes (Wild Things) de John McNaughton
- 1998 : Black Dog de Kevin Hooks
- 1998 : A Place Called Truth de Rafael Eisenman
- 1999 : Austin Powers 2 : L'Espion qui m'a tirée (Austin Powers: The Spy Who Shagged Me) de Jay Roach
- 1999 : Intrusion (The Astronaut's Wife) de Rand Ravich

###### Années 2000
- 2000 : Ça va brasser! (Ready to Rumble) de Brian Robbins
- 2000 : Sordid Lives de Del Shores
- 2001 : Destination : Graceland (3000 Miles to Graceland) de Demian Lichtenstein
- 2001 : Speaking of Sex de John McNaughton
- 2001 : Super papa (Joe Somebody) de John Pasquin
- 2002 : Austin Powers dans Goldmember (Austin Powers 3 : Goldmember) de Jay Roach
- 2002 : Hyper Noël (The Santa Clause 2) de Michael Lembeck
- 2004 : La Grande Arnaque (The Big Bounce) de George Armitage
- 2004 : Les Petits Braqueurs (Catch That Kid) de Bart Freundlich
- 2004 : Escapade à New York (New York Minute) de Dennie Gordon
- 2004 : Folles funérailles (Eulogy) de Michael Clancy
- 2004 : A Dirty Shame de John Waters
- 2006 : Big Mamma 2 (Big Momma's House 2) de John Whitesell
- 2006 : Super Noël méga givré - Super Noël 3 (The Santa Clause 3: The Escape Clause) de Michael Lembeck
- 2007 : Voisin contre voisin (Deck the Halls) de John Whitesell
- 2007 : Nom de Code : Le Nettoyeur (Code Name: The Cleaner) de Les Mayfield
- 2008 : Older Than America de Georgina Lightning
- 2008 : Harold et Kumar s'évadent de Guantanamo (Harold & Kumar Escape from Guantanamo Bay) de Jon Hurwitz et Hayden Schlossberg
- 2008 : Love Gourou (The Love Guru) de Marco Schnabel
- 2008 : The Clique (vidéo) de Michael Lembeck
- 2009 : Extract de Mike Judge

###### Années 2010
- 2010 : Hometown Glory (documentaire) de Ray Costa
- 2010 : Fée malgré lui (Tooth Fairy) de Michael Lembeck
- 2011 : Salvation Boulevard de George Ratliff
- 2011 : La Fabulous Aventure de Sharpay (Sharpay's Fabulous Adventure) de Michael Lembeck
- 2013 : The Harvestde John McNaughton
- 2017 : A Symphony of Hope (documentaire) de  Brian Weidling

##### Courts métrages
- 1982 : Rose for Emily
- 2002 : The World of Austin Powers (vidéo)

#### Télévision
- 1980 : Pray
- 1987 : The Lion of Africa
- 1988 : Gotham
- 1993 : Red Shoe Diaries 2 : Double Dare
- 1993 : Red Shoe Diaries 3 : Another Woman's Lipstick
- 1992 : Till Death Us Do Part
- 1992 : Cruel Doubt
- 1992 : Piège à domicile (Through the Eyes of a Killer)
- 1993 : Le Triomphe de l'amour (Bonds of Love)
- 1993 : Lake Consequence
- 1993 : A Kiss to Die For
- 1994 : Seduced by Evil
- 1994 : Betrayed by Love
- 1994 : La Revanche d'une femme flic (One of Her Own)
- 1994 : Amelia Earhart, le dernier vol (Amelia Earhart: The Final Flight)
- 1995 : Tad
- 1995 : Fatale rivale (Her Deadly Rival)
- 1996 : Beyond the Call
- 1996 : Red Shoe Diaries 13 : Four on the Floor
- 1996 : Red Shoe Diaries 9 : Slow Train
- 1996 : Red Shoe Diaries 6 : How I Met My Husband
- 1997 : Sauver ou Périr (Heart of Fire)
- 1997 : Business for Pleasure
- 1997 : Intensity
- 1998 : Un dollar pour un mort (Dollar for the Dead)
- 1999 : Le Manipulateur (Lansky)
- 2000 : Red Shoe Diaries 12 : Girl on a Bike
- 2001 : Red Shoe Diaries 17 : Swimming Naked (vidéo)
- 2001 : Les Nuits de l'étrange (Night Visions) (série TV)
- 2002 : Shadow Realm
- 2003 : 44 Minutes: The North Hollywood Shoot-Out
- 2009 : Assassin's Creed: Lineage

### comme acteur
- 1980 : BIM Stars : Joe Pittman, reporter
- 1992 : Red Shoe Diaries (TV) : Piano Player